# Orlando Drummond
Orlando Drummond Cardoso (Rio de Janeiro, 18 ottobre 1919 – Rio de Janeiro, 27 luglio 2021) è stato un attore, doppiatore e conduttore radiofonico brasiliano, conosciuto principalmente per il personaggio di Seu Peru del programma Escolinha do Professor Raimundo e per aver prestato la sua voce a diversi personaggi immaginari, tra i quali Scooby Doo, Alf e Braccio di Ferro.

## Biografia
Nato a Rio de Janeiro il 18 ottobre 1919, intraprese la sua carriera nel 1942 come rumorista e con l'aiuto di Paulo Gracindo iniziò l'attività di doppiatore.. Successivamente lavorò come attore in alcuni film come Rei do Movimento (1954) e Angu de Caroço (1955) per poi dedicarsi al doppiaggio a partire dalla fine degli anni cinquanta.
La sua prima partecipazione ad una telenovela fu in Caça Talentos, come interprete di Zaratustra dal 1996 al 1998.
Il 18 ottobre 2019 festeggiò 100 anni, diventando così il decano dello spettacolo in Brasile. Il 18 ottobre 2020 partì la nuova edizione del programma Escolinha do Professor Raimundo proprio in occasione del 101º compleanno dell'attore.
Drummond è morto nell'estate del 2021 per un'infezione urinaria.

## Doppiaggio
- Scooby-Doo,[8] in tutte le serie e lungometraggi, per 35 anni.
- Popeye,[8] in tutti gli episodi editi dalla compagnia Herbert Richers;
- Alf, nella serie originale e animata;
- Vingador, Caverna do Dragão;
- Puro Osso — As terríveis aventuras de Billy e Mandy;
- Sr. Coelho — A Mansão Foster para Amigos Imaginários;
- Gargamella — Smurfs (nome de I Puffi in Brasile (serie classica) / Papai Smurf — I Puffi (film) (film del 2011);
- Corujão (Ursinho Puff);
- Bionicão — O Show do Bionicão;
- Professor Girassol — As Aventuras de Tintim;
- Eolo — Branca de Neve e os Sete Anões (secondo doppiaggio);
- Lebre de Março — Alice nel Paese delle Meraviglie (primo doppiaggio);
- Sr. Smee — Peter Pan;
- Archimede — A Espada Era a Lei;
- Sr. Dawes Sênior — Mary Poppins (primo doppiaggio);
- João Pequeno — Robin Hood;
- Lafayette — Gli Aristogatti;
- Hong Kong Fu — Hong Kong Fu e il suo alter ego Penry;
- Dumdom — Tartaruga Touché;
- Pepe Legal[8] (Ernesto Sparalesto);
- Patolino (Daffy Duck) e Frajola (Gatto Silvestro — Tiny Toon e Uma cilada para Roger Rabbit (Chi ha incastrato Roger Rabbit);
- Pacato / Gato Guerreiro — He-Man;
- Foghorn Leghorn — Tiny Toon;
- La Cosa — Fantastici Quattro;
- Dr. Kawa — Menino Biônico (Capitan Jet);
- O Monstro — Krull;
- Yogi — Mini-Polegar e Yogi;
- Oliver Hardy — Stanlio e Ollio;
- Jack Gwillim — Scontro di titani;
- Rev. Paul Ford — Pollyanna;
- Generale Patton — Patton, generale d'acciaio;
- Trailbreaker — Transformers;
- Assombroso — Gasparzinho;
- Sergente Reed — RoboCop;
- Abeleão — I Wuzzles;
- Martin Crane — Frasier;
- Mugsy - Bugs Bunny;
- Fireball — O Sobrevivente;
- Il sindaco di Filadelfia, il medico dell'allenatore Mickey e altre voci — Rocky III;
- Allenatore Duke — Rocky IV;
- Sergente Garcia — Zorro;
- Comandante Eric Lassard — Scuola di polizia (serie animata) e Scuola di polizia 2, 3 e 4.
- Lex Luthor — Superamigos;
- Darth Sidious — O Retorno de Jedi;
- Sinestro e Desaad — Superamigos;
- Jason Cutler — Falcão: o campeão dos campeões;
- Hacker — Os Centurions;
- Múmia — Aqua Teen Hunger Force;
- Agente Lonnie Hawkins — Ransom - Il riscatto;
- Odo — Deep Space Nine;
- Smilodon — X-Men;
- Marvin Acme — Chi ha incastrato Roger Rabbit;
- Babbo Natale — The Mask, nel film Nightmare Before Christmas e Aconteceu de Novo no Natal do Mickey;
- Bafo-de-Onça — Canto di Natale di Topolino;
- Armagedroid — My Life as a Teenage Robot;
- João Doce — A Turma do Bairro (Nome in codice: Kommando Nuovi Diavoli);
- Animus — Power Rangers Wild Force;
- Direttore McVicker — Beavis & Butthead detonam a América;
- Comandante Nebula — Buzz Lightyear e o Comando Estelar;
- Baxter Stockman — As Tartarugas Ninjas;
- Bernard — Spider-Man 3;
- Master — Mad Max 3 (Mad Max - Oltre la sfera del tuono);
- Popeye Doyle - French Connection;
- Giudice Halsted — North Country - Storia di Josey;
- Generale Taylor — Good Morning, Vietnam;
- D.A.V.E. — The Batman;
- Chefe de Policia — 48 horas;
- Max - Casal 20 (Cuore e batticuore);
- Frank McBride — Switch;
- Odin, Loki e Bruce Banner - Marvel Super-Heróis;
- Calado — Simbad Jr;
- Athos — D'Artacan e i tre moschettieri;
- Big Ben Healy — Problem Child 3;
- Saul Blomm — Ocean's Eleven - Fate il vostro gioco (trilogia);
- Walter Matthau —  Dennis, Pimentinha, Grumpy Old Men e Grumpier Old Men;
- Q e Bernard Lee nei film di James Bond;
- Buzz Aldrin — Transformers 3;
- Gennai - Digimon Adventure e Digimon Adventure 02
- Cavalier Gnono e Colonnello Milho Verde - Adventure Time
- John Hammond - Jurassic Park e Il mondo perduto - Jurassic Park nel primo doppiaggio

### Partecipazioni
- Xena: A princesa guerreira, Os Fantasmas, Duck Dodgers, Duck Tales, Frango Robô, La carica dei 101 - La serie, The New Woody Woodpecker Show, Felix the Cat, I Simpson, Liga da Justiça Sem Limites, Família Dinossauros, Riquinho, Rocky II e Um maluco no pedaço.